# All I Really Want to Do
Pistes de Another Side of Bob Dylan
Black Crow Blues
All I Really Want to Do est une chanson de Bob Dylan parue en 1964 sur l'album Another Side of Bob Dylan. Elle a notamment été reprise par les Byrds et Cher, qui en ont tiré des singles à succès.
Musicalement simple, ses paroles sont essentiellement une liste de choses, physiques et psychologiques, que Dylan ne veut pas faire ou être pour l'auditeur (peut-être une femme, ou bien son public). Dans le refrain, il affirme « all I really want to do is baby be friends with you » (« tout ce que je veux vraiment, bébé, c'est être ami avec toi »).
Deux versions en concert apparaissent sur les albums The Bootleg Series Vol. 6: Bob Dylan Live 1964, Concert at Philharmonic Hall (enregistré en 1964, paru en 2004) et Bob Dylan at Budokan (enregistré et paru en 1979). Cette chanson figure également sur les compilations Bob Dylan's Greatest Hits Vol. 2 et Dylan.

## Reprises

### The Byrds
Singles de The Byrds
Mr. Tambourine Man Turn! Turn! Turn! (To Everything There Is a Season)
Pistes de Mr. Tambourine Man
The Bells of Rhymney I Knew I'd Want You
All I Really Want to Do est le second single sorti par les Byrds, le 14 juin 1965, quelques jours avant leur premier album, Mr. Tambourine Man, sur lequel la chanson apparaît également, dans une version différente.
La structure de cette reprise diffère de celle de l'original : elle s'ouvre sur une introduction à la guitare à 12 cordes jouée par Jim McGuinn, et le refrain présente une progression mélodique ascendante sur le refrain, renforcée par les harmonies du groupe. L'un des couplets reçoit également une mélodie totalement nouvelle, afin d'en faire un pont beatlesien.

## Autres reprises
All I Really Want to Do est le premier single sorti par Cher en 1965. Il se classe quinzième dans le Billboard Hot 100, ainsi que dans d'autres hits-parades.
Hugues Aufray a adapté la chanson en français sous le titre Ce que je veux surtout dans son album Hugues Aufray chante Dylan (1965).
Elle a également été reprise par, entre autres :
- Duane Eddy : Duane Does Dylan (1965)
- The Surfaris : It Ain't Me Babe (1965)
- The Hollies : Hollies Sing Dylan (1969)
- The Four Seasons : Four Seasons Sing Big Hits (1988)
- Bryan Ferry : Dylanesque (2007)